# Elena Cornaro Piscopia
Pour les articles homonymes, voir Cornaro.
Elena Lucrezia Corner Piscopia (souvent italianisée en Cornaro), (née le 5 juin 1646 à Venise et morte le 28 juillet 1684 à Padoue) est une philosophe et mathématicienne vénitienne, membre de la famille Cornaro qui donna quatre doges à la république de Venise.
Elle est la première femme à obtenir un doctorat de philosophie et est passée à la postérité comme ayant été la première femme à obtenir un diplôme universitaire,.

## Biographie
Elena est la cinquième des sept enfants de Giovan Battista Cornaro et de Zanetta Boni. Son père, qui appartient à l'une des plus importantes familles vénitiennes, est procurateur de la basilique Saint-Marc. Il noue avec Zanetta, une femme de très humble origine, une longue relation au cours de laquelle naquirent tous leurs enfants : tous sont légitimés à leur naissance, mais le couple ne se marie qu'en 1654. En raison de l'origine de la mère, les deux jeunes garçons, Francesco et Girolamo ne peuvent être inscrits au Livre d'Or de la noblesse avant 1664, quand leur père obtient cette reconnaissance qu'il désire tant en versant 105 000 ducats.
Cette famille ancienne est pendant des siècles exclue des plus hautes magistratures de la République, mais il lui reste le prestige que lui donnent son nom, son patrimoine et sa culture : le grand-père maternel de Giovan Battista, Giacomo Alvise Cornaro, est un scientifique ami de Galilée ; son père, Girolamo, érudit en physique, constitue une grande bibliothèque ainsi qu'une collection de peintures et d'instruments scientifiques.
Il est probable que Giovan Battista, quand il s’aperçoit des qualités de sa fille, favorise autant qu'il peut son enrichissement culturel et son succès auprès du public : il est tout à fait extraordinaire qu'une femme s'impose dans le domaine des études et un exemple aussi exceptionnel ne peut que contribuer au prestige du nom de famille. Elena elle-même semble bien consciente de cette complaisance un peu vaine de son père, mais ne veut pas le décevoir, quoiqu'elle n'ait aucune intention d'acquérir de l'érudition pour en faire étalage dans les salons et les académies.
Une preuve de son penchant pour une vie retirée est qu’Elena se fit en 1665 oblate bénédictine, un choix qui apparaît comme un compromis avec sa vocation religieuse : de cette manière, tout en observant la règle de l'Ordre, elle pouvait échapper à la réclusion monastique et fréquenter le monde extérieur où il lui était possible de trouver la liberté et les moyens de poursuivre les études de son choix.
Quoi qu'il en soit, le père d'Elena tient à lui assurer la meilleure instruction : ses professeurs de grec sont jusqu'en 1668 Giovan Battista Fabris, curé de l'église de San Luca, puis Alvise Gradenigo, bibliothécaire de la Marciana qui a longtemps vécu à Candie tandis que Giovanni Valier, chanoine de San Marco, lui donne des leçons de latin. C'est peut-être le jésuite Carlo Maurizio Vota qui lui inculque des notions de science tandis que Carlo Renaldini, professeur à Pise puis à Padoue, lui enseigne la philosophie. Elena apprend également l'hébreu et l'espagnol grâce au rabbin Samuel Aboab (en) et la théologie grâce à Felice Rotondi, qui enseigne par la suite à l'université de Padoue.
Désormais réputée pour ses connaissances parmi les spécialistes italiens, elle est accueillie en 1669 à l'Académie des Ricovrati de Padoue, et ensuite à l'Accademia degli Infecondi (it) de Rome, dans l'Accademia degli Intronati de Sienne, à l'Accademia degli Erranti (it) de Brescia et l'Accademia dei Dodonei (it) et des Pacifici de Venise. Sa renommée s'étend à l'étranger : le cardinal Frédéric de Hesse-Darmstadt la consulte en 1670 sur des problèmes de géométrie dans l'espace ; de Genève, Louise de Frotté, nièce du célèbre médecin Théodore de Mayerne, invita en 1675 Gregorio Leti à faire entrer Elena Cornaro dans son recueil de biographies de personnages célèbres, L'Italia regnante, et en 1677 le cardinal Emmanuel de Bouillon la fait interroger par deux érudits, Charles Caton de Court et Ludovic Espinay de Saint-Luc, qui en restent admiratifs.
Après qu'Elena a soutenu en public à Venise une discussion de philosophie en grec et en latin, son père aurait souhaité que l'université de Padoue accorde à sa fille un doctorat en théologie, mais il se heurte à l'opposition de l'évêque de Padoue, le cardinal Gregorio Barbarigo, dont l'autorisation est indispensable puisque celui-ci est chancelier de l'université. Il soutient qu'il est « hors de question d'accorder le titre de docteur à une femme » et que ce serait quelque chose « à nous rendre ridicules à tout le monde ». Il s'ensuit un conflit entre le cardinal et Cornaro, qui se termine par un compromis selon lequel Elena obtient un doctorat en philosophie : le 25 juin 1678, elle soutient sa thèse et elle est accueillie dans le Collège des médecins et des philosophes des savants padouans, bien qu'il lui soit impossible d'enseigner de toute façon en vertu de sa condition de femme. Elle devient ainsi la première femme au monde diplômée d'un titre universitaire et d'un doctorat en philosophie,.
Établie à Padoue, déjà gravement malade, elle meurt à 38 ans, le 26 juillet 1684 et est enterrée dans l'église de Santa Giustina. Elle a ordonné que tous ses manuscrits soient détruits, et le peu qu'il en reste, consistant en discours et argumentations morales et religieuses, avec quelques poèmes, est publié à titre posthume. Au cours de sa vie, elle ne publie qu'une traduction de l'espagnol d'un opuscule spirituel de Johannes Justus von Landsberg, Alloquia Jesu Christi ad animam fidelem, en 1669.

## Hommages
- Un cratère de 26 km de diamètre sur la planète Vénus porte son nom[10].
- Dans le palais Bo, siège de l'université de Padoue, sa mémoire est rappelée par une statue et dans la basilique de Sant'Antonio par un buste.
- Dans la bibliothèque du Vassar College à Poughkeepsie, État de New York, elle est commémorée par un vitrail en couleur haut de 22 pieds (6,7 m)[11],[12].
- Une place lui est dédiée à Rubano ainsi qu'une rue à Barzanò et à Cesa.
- Le lycée d'État Ettore Majorana-Elena Corner à Mirano.

En 2021, Simone Pillitteri et Margherita Colonnello, conseillers communaux de Padoue, ont proposé de lui dresser une statue sur une des bases inoccupées de la place Prato della Valle. Cette initiative n'est pas accueillie favorablement par toutes les personnes intéressées,.

## Œuvres
- Lettera overo colloquio di Christo N. R. all'anima devota composta dal R. P. D. Giovanni Laspergio in lingua spagnola e portata nell'italiana, Venise, Giuliani, 1669
- Helenae Lucretiae Corneliae Piscopiae opera quae quidem haberi potuerunt, Parmae, Rosati, 1688